# Alfred Probst

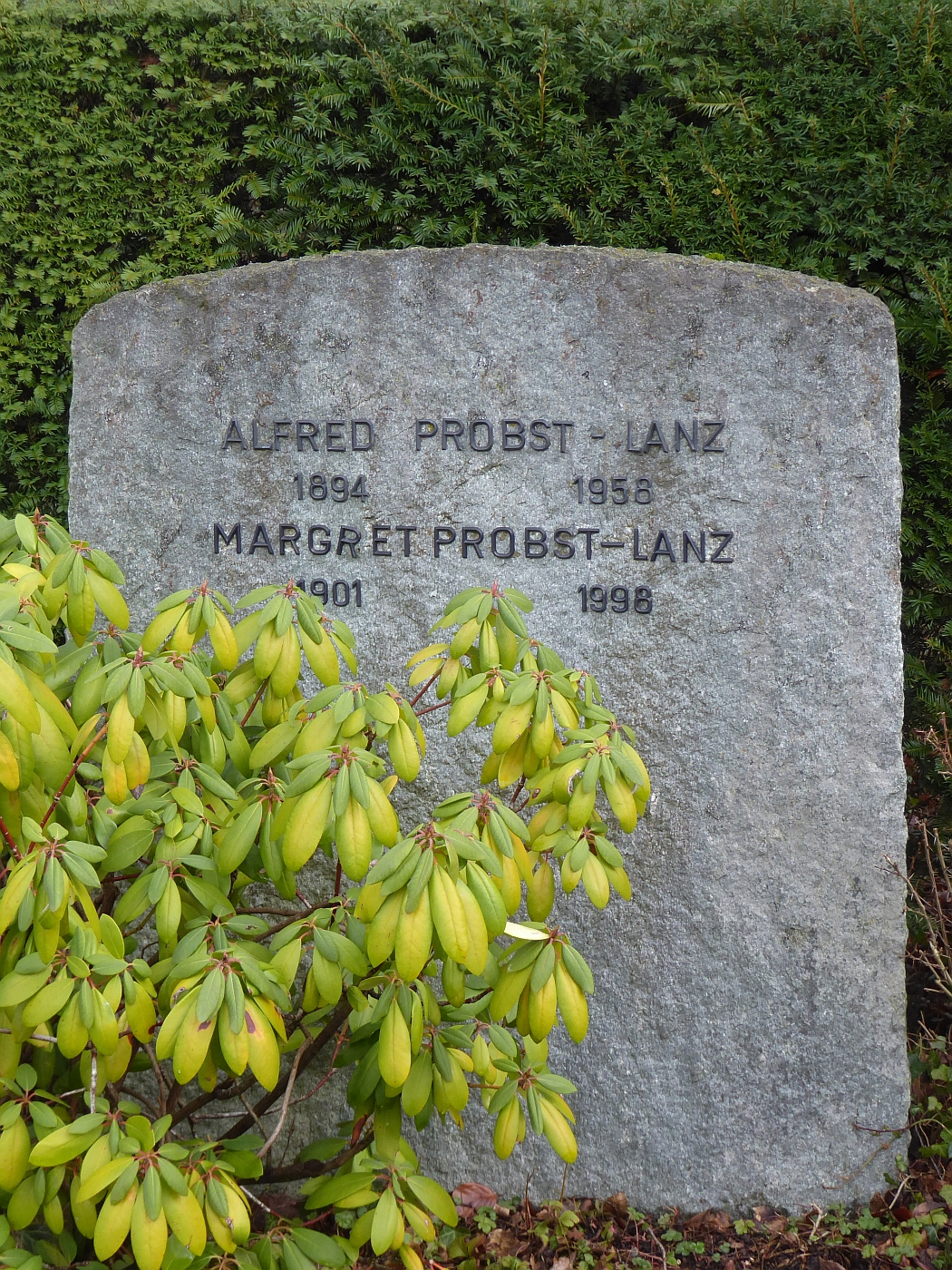
Grab auf dem Friedhof am Hörnli, Riehen, Basel-Stadt

Alfred Probst (* 1894; † April 1958 in Basel) war ein Schweizer Ruderer, der zwei olympische Medaillen gewann.

## Werdegang
Bei den Europameisterschaften 1923 in Como siegten Émile Albrecht, Richard Frey, Alfred Probst, Eugen Sigg und Hans Steiger im Vierer mit Steuermann.
Bei den Olympischen Spielen 1924 auf der Seine bei Argenteuil erkämpften Émile Albrecht, Alfred Probst, Eugen Sigg und Hans Walter die Bronzemedaille im Vierer ohne Steuermann. Im Vierer mit Steuermann steuerte Fritz Loosli die vier Ruderer in den Final, dort sass dann Émile Lachapelle für Loosli im Boot, das die Goldmedaille gewann.
Bei den Europameisterschaften 1925 in Prag siegte der Schweizer Vierer ohne Steuermann mit Kurt Pfeiffer, Alfred Probst, Hermann Haller und Arthur Dreyfus und gewann den ersten Europameistertitel überhaupt in dieser Bootsklasse.
Probst startete für den Rowing-Club Lausanne.